# Paul Salvisberg

Paul Salvisberg (1887)

Paul Salvisberg (* 26. April 1855 in Zofingen; † 18. Mai 1925 in München) war ein Schweizer Verleger, Kunsthistoriker und Schriftsteller.

## Leben
Als Sohn von Friedrich Salvisberg, von Mühleberg, des damaligen Bauverwalters von Zofingen, und seiner Frau Agnes geb. Suter kam Paul Salvisberg im grosselterlichen Rokokohaus zur Welt. Seine Grossmutter war Engländerin. Salvisberg wurde nicht nobilitiert; das „von“ legte er sich Anfang der 1880er Jahre „wieder“ zu.

### Bern
Zum Kantonsbaumeister gewählt, zog der Vater mit seiner Familie Ende der 1850er Jahre nach Bern. Dort besuchte Paul Salvisberg die Ramsler- und die Kantonsschule. 1874 immatrikulierte er sich an der Universität Bern. Dort fiel seine besondere Begabung für Mathematik und Kunstzeichnen auf. Im nächsten Jahr bestand er als Zweitbester die Aspirantenschule als Leutnant der Artillerie. Hier fiel er den Militärs Hermann Bleuler und Ulrich Wille auf, die ihm zeitlebens freundschaftliche Gönner blieben. Salvisberg wurde Mitglied der Zofingia, trat aber wegen fortwährender Provokationen aus und schloss sich dem neu gegründeten Kösener Corps Rhenania Bern an. Drei seiner Corpsbrüder überlebten ihn.

### Süddeutschland und Paris
Ende der 1870er Jahre ging er an die TH Stuttgart. Dort glänzte er als Republikaner, nachdem er königliche Anerkennung gefunden hatte. Seine Neigung zur Kunstgeschichte begann  in den Vordergrund zu rücken. Er studierte Philosophie, Naturwissenschaften, Kunstgeschichte und Ästhetik in München und Tübingen. Dort wurde er 1880 zum Dr. phil. promoviert. 1881 heiratete er Lucie geb. Enslin auf Schloss Erolzheim im Illertal. Mit ihr zog er nach Paris, um ein „Deutschschweizerisches Atelier mit Auskunftsstelle und Lesezimmer für junge Architekten, Künstler, Kunstforscher und Techniker“ zu gründen. Das überzogene Projekt, von Salvisberg im 1. Heft seiner kunsthistorischen Studien beschrieben, wurde nicht realisiert; aber Salvisberg schrieb viel zur (französischen) Kunstgeschichte.

### München
1884 übersiedelte Salvisberg nach München, das ihm zur zweiten Heimat wurde. Als engagierter Corpsstudent begründete er die erste Verbandszeitschrift des KSCV, die Academischen Monatshefte, „mit deren Hilfe er die vielerwärts bestehenden kleineren Vereine alter Korpsstudenten zu einem über die ganze Welt verbreiteten Gesamtverbande organisierte“. 1890 gründete er die Hochschul-Nachrichten, die „neben Statistik und Geschichte das Verständnis für die idealen Interessen der Hochschulen besonders deutscher Zunge, pflegen und jede Schädigung des jugendlichen Idealismus durch Eintragung politischer und konfessioneller Differenzen in die Studentenschaft bekämpfen“ sollten. Die Hochschul-Nachrichten wurden von den Hochschulen der ganzen Welt offiziell unterstützt, so dass sie weithin unentgeltlich bezogen werden konnten. Der Erste Weltkrieg zerstörte dieses Lebenswerk, für das er noch mit dem Franz-Joseph-Orden geehrt worden war. Die Rhein- und Donauschifffahrt beschäftigten ihn in vielen Projekten und Arbeiten. In seinen letzten Jahren wurde er vom Deutschen Museum zur Mitarbeit beigezogen. Seinen 70. Geburtstag erlebte er in voller geistiger Frische. Drei Wochen später starb er, auf den Tag zehn Jahre nach dem Tod seines älteren Sohnes, der als Hauptmann im Ersten Weltkrieg „für sein zweites bayrisches Vaterland, geziert mit dem Eisernen Kreuze“ gefallen war.

„Paul von Salvisberg hat für seine großen Bestrebungen, namentlich in seinem Heimatlande, keine großen Protektionen gefunden. Um so anerkennenswerter sind seine Erfolge. Er hat seine Feder geführt wie ehemals seine Klinge. Vielleicht oft etwas schärfer als notwendig, aber ehrlich und offen. Gefühle von Haß kannte er nicht, er haßte nur Hinterlist und Streberei. Sein Wahrspruch, den er den Academischen Monatsheften aufgedruckt hatte, lautete: Amico pectus, hosti frontem.“

Salvisberg blieb immer Schweizer.